# La Garde (Alpi dell'Alta Provenza)
La Garde è un comune francese di 90 abitanti situato nel dipartimento delle Alpi dell'Alta Provenza nella regione della Provenza-Alpi-Costa Azzurra.

## Società

### Evoluzione demografica
Abitanti censiti